# Лукежи
Лукежи су насељено место у саставу општине Јелење у Приморско-горанској жупанији, Република Хрватска.

## Историја
До територијалне реорганизације у Хрватској налазили су се у саставу старе општине Ријека.

## Становништво
На попису становништва 2011. године, Лукежи су имали 193 становника.

## Попис1991.
На попису становништва 1991. године, насељено место Лукежи је имало 204 становника, следећег националног састава:
| Попис 1991.‍  | Попис 1991.‍  | Попис 1991.‍ | Попис 1991.‍ | Попис 1991.‍ |
| ------------ | ------------ | ----------- | ----------- | ----------- |
|              |              |             |             |             |
| Хрвати       | Хрвати       |             | 174         | 85,29%      |
| Југословени  | Југословени  |             | 10          | 4,90%       |
| Муслимани    | Муслимани    |             | 8           | 3,92%       |
| Срби         | Срби         |             | 7           | 3,43%       |
| остали       | остали       |             | 1           | 0,49%       |
| неопредељени | неопредељени |             | 4           | 1,96%       |
| укупно: 204  |              |             |             |             |